# Sesbania campylocarpa
Sesbania campylocarpa är en ärtväxtart som först beskrevs av Karel Domin, och fick sitt nu gällande namn av Nancy Tyson Burbidge. Sesbania campylocarpa ingår i släktet Sesbania och familjen ärtväxter. Inga underarter finns listade i Catalogue of Life.